# Брионе (Ломбардия)
Вижте пояснителната страница за други значения на Брионе.
Брио̀не (на италиански: Brione, на източноломбардски: Breò, Брео) е село и община в Северна Италия, провинция Бреша, регион Ломбардия. Разположено е на 893 m надморска височина. Населението на общината е 701 души (към 2013 г.).